# Lac Ouiouane
Le Ouiouane (en berbère: ⴰⴳⵍⵎⴰⵎ ⵏ ⵡⵉⵡⴰⵏ) est un lac situé dans la province de Khénifra au Maroc, à 34 km de M'rirt sur la route de Aïn Leuh à 1 600 m d'altitude dans le Moyen Atlas.

## Présentation
Il s'agit d'un lac d’origine artificielle, alimenté par des sources avoisinantes. Ce lac se situe à 1600 m d’altitude et s'étend sur 16 ha.
Cette région va connaître un essor économique en raison de l'infrastructure routière due à la construction du barrage hydro-électrique de Tanafnit-Elbordj.

## Aguelmame Ouiouane
Ce plan d'eau est à considérer à l'intérieur d'un complexe karstique composant, en plus de lac Ouiouane, l'Aguelmame n'Harcha (petit marécage riche en végétation, alimenté par des petites sources limnocrènes) et l'Aguelmame Ou Houli (petit lac au fond d'une dépression). Zone humide semi-artificielle de 16 ha, peu profonde (14 m) et relativement envasée. Le niveau d'eau y est rehaussé à l'aide d'une digue. Les eaux en sont eutrophiques et riches en végétation aquatique : Potamogeton pectinatus, Myriophyllum spicatum et Chara sp.
L'envasement permet par endroits le développement d'importantes zones de Typhales et Phragmites. Les versants du lac sont boisés ou couverts de chênes verts et les cultures ne se trouvent qu'en aval.
Population de poissons : le brochet, la perche zébrée, le gardon et la carpe.

## Localisation

### Coordonnées
- Latitude : 33/7/51/N
- Longitude : 5/20/35/W
- Altitude : 1 600 m
- Superficie : 0,16 km²
- Profondeur: 14 m
- Références des cartes : 1/100.000e
- Province administrative :
- Centre administratif proche :
- District forestier : Ouiouan
- Région biogéographique : n° - Moyen Atlas central